# ریموند ستلکوه
ریموند ستلکوه (انگلیسی: Raymond Setlakwe؛ (زادهٔ ۳ ژوئیهٔ ۱۹۲۸ – درگذشتهٔ ۱۴ اکتبر ۲۰۲۱) سیاستمدار، وکیل و کارآفرین ارمنی‌تبار اهل کانادا و سناتور سابق بود.

## زندگی‌نامه
وی در تدفورد مین، استان کبک به دنیا آمد. از دانشگاه بیشاپز و دانشگاه لاوال فارغ‌التحصیل شد.